# Mompha nebulella
Mompha nebulella é uma espécie de mariposa do gênero Mompha pertencente à família Coleophoridae.